# Grã-Bretanha nos Jogos Olímpicos de Verão de 1996
Grã-Bretanha participou dos Jogos Olímpicos de Verão de 1996 em Atlanta, Estados Unidos.

## Desempenho

### Atletismo
Masculino
| Prova            | Atleta | Preliminares | Preliminares | Quartas | Quartas   | Semifinal | Semifinal | Final       | Final       |
| Prova            | Atleta | Marca        | Posição      | Marca   | Posição   | Marca     | Posição   | Marca       | Posição     |
| ---------------- | ------ | ------------ | ------------ | ------- | --------- | --------- | --------- | ----------- | ----------- |
| Linford Christie | 100 m  | 10s26        | 2º/bat. 9    | 10s03   | 1º/bat. 2 | 10s04     | 3º/bat. 2 | DSQ         | DSQ         |
| Ian Mackie       | 100 m  | 10s27        | 2º/bat. 6    | 10s23   | 3º/bat. 5 | DNS       | DNS       | Não avançou | Não avançou |